# Acidomyces acidophilus
Acidomyces acidophilus är en svampart som först beskrevs av Sigler & J.W. Carmich., och fick sitt nu gällande namn av Selbmann, de Hoog & De Leo 2008. Acidomyces acidophilus ingår i släktet Acidomyces och familjen Teratosphaeriaceae.   Inga underarter finns listade i Catalogue of Life.